# Staatliches Historisches Museum (Moskau)

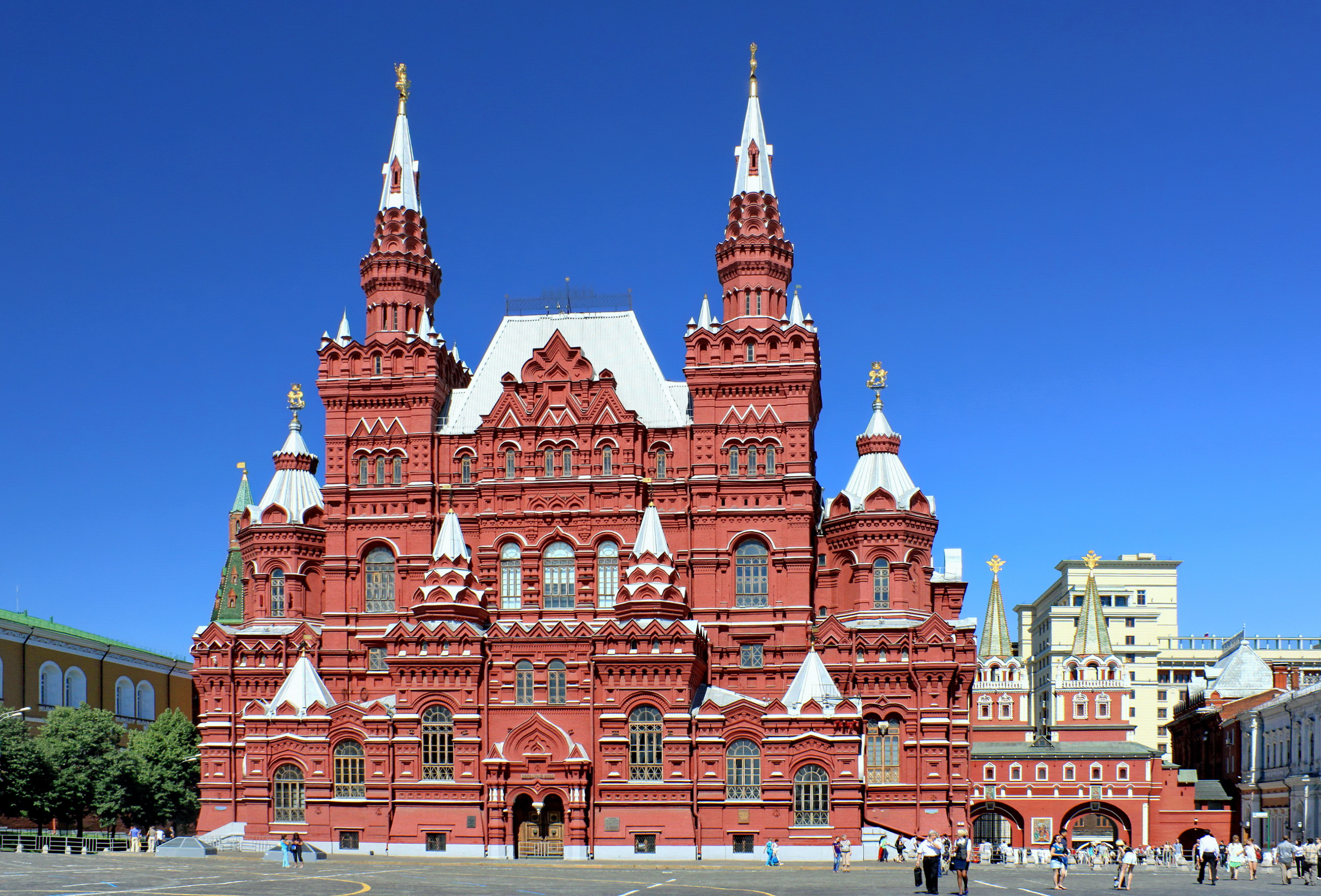
Blick auf das Museumsgebäude vom Roten Platz aus

Das Staatliche Historische Museum (russisch Государственный Исторический музей) in Moskau ist das bekannteste Museum für Landesgeschichte in Russland. Es befindet sich in einem 1883 errichteten Gebäude, das architektonisch stark an die altrussische Baukunst angelehnt ist, im Zentrum Moskaus an der Nordwestseite des Roten Platzes.

## Allgemeines

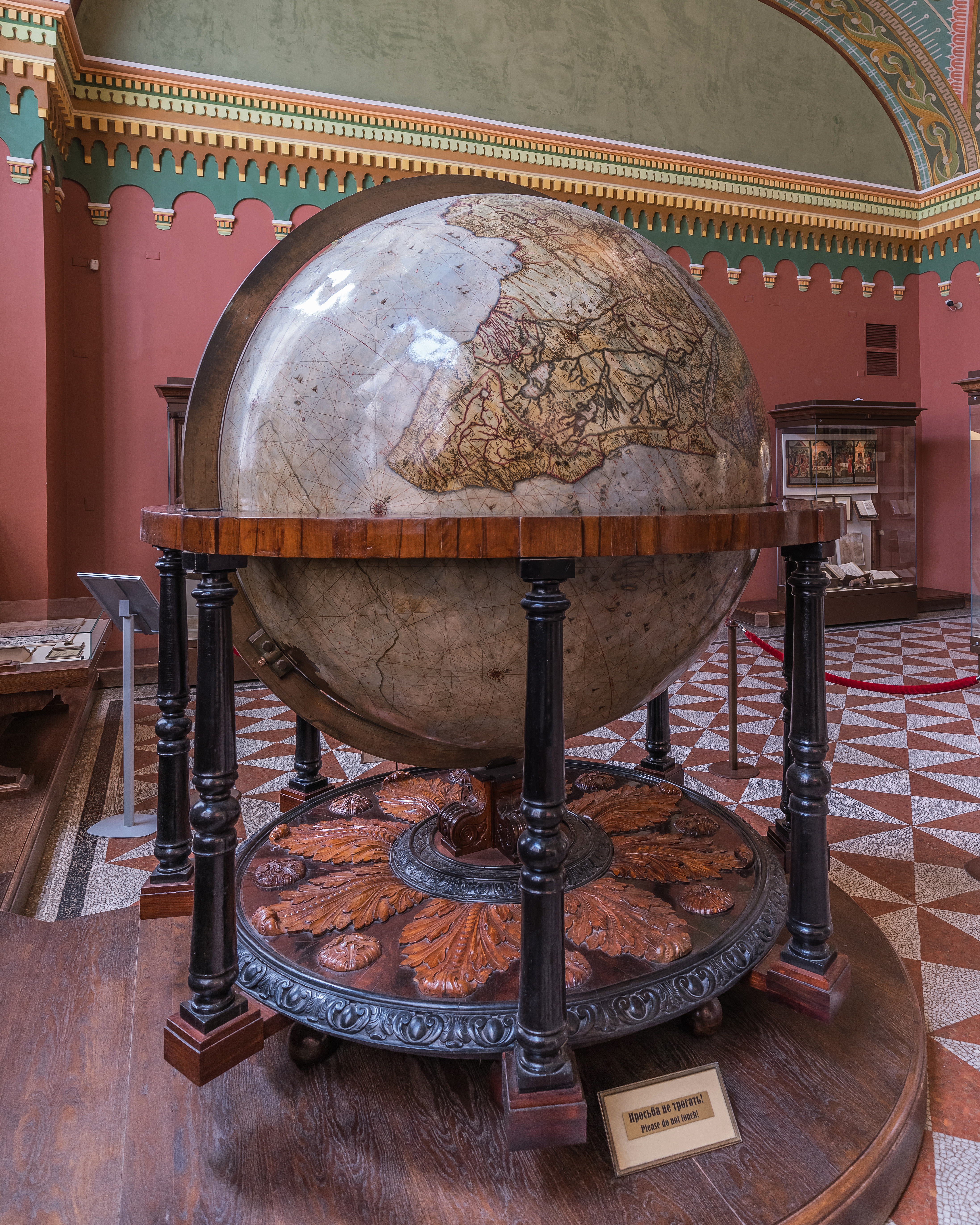
Globus Blaeu im Staatlichen Historischen Museum

Das Museum gilt heute als das größte Museum der Geschichte Russlands. Sein Bestand umfasst insgesamt rund 4,5 Millionen Exponate aus verschiedenen Themenbereichen und Zeitepochen.
Es gibt 16 Fachabteilungen, so beinhaltet die archäologische Abteilung verschiedene Funde auf dem russischen Staatsgebiet von der Steinzeit bis ins Mittelalter; in der Edelmetall-Abteilung können Erzeugnisse der russischen Juwelierkunst vom 11. bis zum 20. Jahrhundert besichtigt werden; die Numismatik-Abteilung bietet Einblicke in eine 1,7 Millionen Stück umfassende Sammlung von historischen Münzen, Geldscheinen, Medaillen und Orden, während die Abteilung für Bildende Kunst insgesamt rund 500.000 Gemälde, Aquarellen, Lubki, Gravuren, Skulpturen und Fotografien beherbergt. Es gibt außerdem Abteilungen für Holzerzeugnisse und Möbel, altrussische Malerei, Kartographie, Buchwesen, Metallhandwerk, Waffen, schriftliche Urkunden, Handschriften (verschiedene Sammlungen, unter anderem Synodalsammlung), Glas und Keramik, Stoffe, ferner ein Wissenschaftsarchiv.
Zum Historischen Museum gehören neben der Exposition im Hauptgebäude auch die nahe gelegene Basilius-Kathedrale (seit 1928), das Moskauer Nowodewitschi-Kloster (seit 1934) sowie das in unmittelbarer Nachbarschaft des Hauptgebäudes gelegene Zentrale Lenin-Museum (seit 1993), das im Jahr 1924 wenige Monate nach dem Tod des Revolutionsführers gegründet wurde, 12.500 Exponate zu Lenins Leben zeigte und während der Sowjetzeit als eines der ideologisch wichtigsten Museen des Landes galt.
Mehrmals jährlich veranstaltet das Museum auch Sonderausstellungen, die oft über die Themengebiete der russischen Geschichte hinausgehen. Beispielsweise befasste sich von August bis September 2007 eine Dauerausstellung mit der Geschichte, der Gegenwart und der Zukunft des Eisenbahnbaus in Russland; vom Dezember 2006 bis April 2007 gab es eine Ausstellung zur Liebe und Erotik in der antiken Kunst, und von Juli bis Oktober 2004 veranstaltete das Museum anlässlich der Olympischen Spiele 2004 eine Kunst- und Geschichtsausstellung rund um die Olympischen Spiele.

## Geschichte des Museums

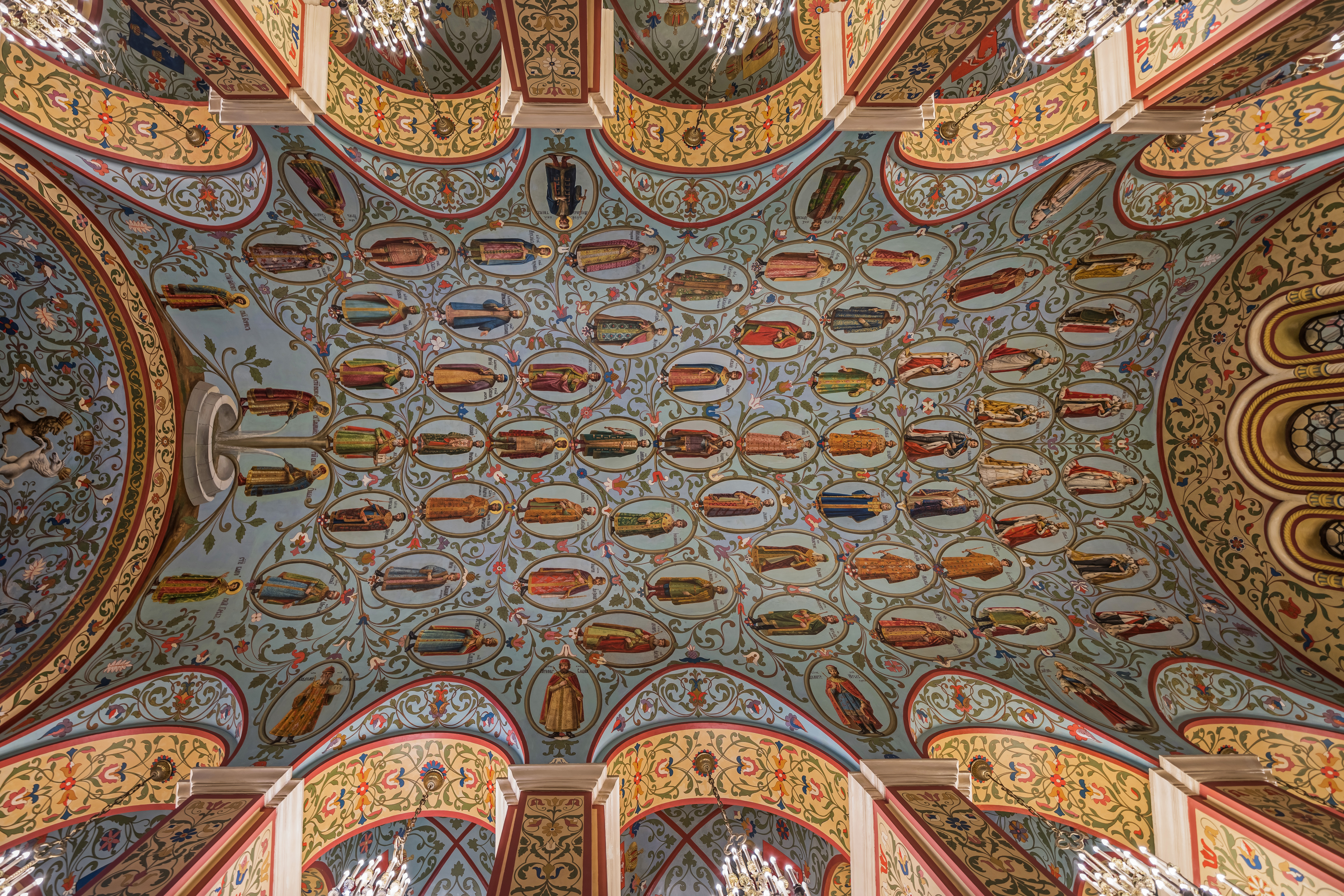
Gewölbefresken in der zentralen Eingangshalle des Museums

Die Anfänge des Museums gehen auf das Jahr 1872 zurück, als in Moskau auf Initiative des Grafen Alexei Uwarow und einiger weiteren Adeligen ein Organisationskomitee zur Gründung des ersten nationalen Geschichtsmuseums des Russischen Zarenreichs eingerichtet wurde. Anfangs bestand die Museumsexposition aus den geschichtsbezogenen Exponaten der 1872 in Moskau stattgefundenen Polytechnischen Ausstellung. Unter dem Namen Kaiserlich-Russisches Historisches Museum öffnete es am Tag der Krönung des Zaren Alexander III., am 27. Mai 1883, seine Pforten für die Öffentlichkeit. Damals bestand die Exposition im Wesentlichen aus archäologischen Fundstücken bis zum 12. Jahrhundert, die in elf Ausstellungsräumen zu sehen waren.
In den Jahren nach der Oktoberrevolution 1917 erhielt das Museum seinen heutigen offiziellen Namen, außerdem wurden mehrere vormals eigenständige Museumskomplexe (darunter die Basilius-Kathedrale) in das Historische Museum eingegliedert. Im Laufe der Jahrzehnte wurde der Bestand des Museums stark erweitert; unter anderem durch Übernahme der Gegenstände aus der Auflösung mehrerer kleinerer Museen (darunter beispielsweise des Rumjanzew-Museums). Mit einem Präsidialerlass aus dem Jahre 1991 wurde das Museum zu einem „besonders wertvollen Objekt des kulturellen Erbes Russlands“ erklärt. 1986–1997 wurde das Museum restauriert und war in dieser Zeit geschlossen.

## Museumsgebäude

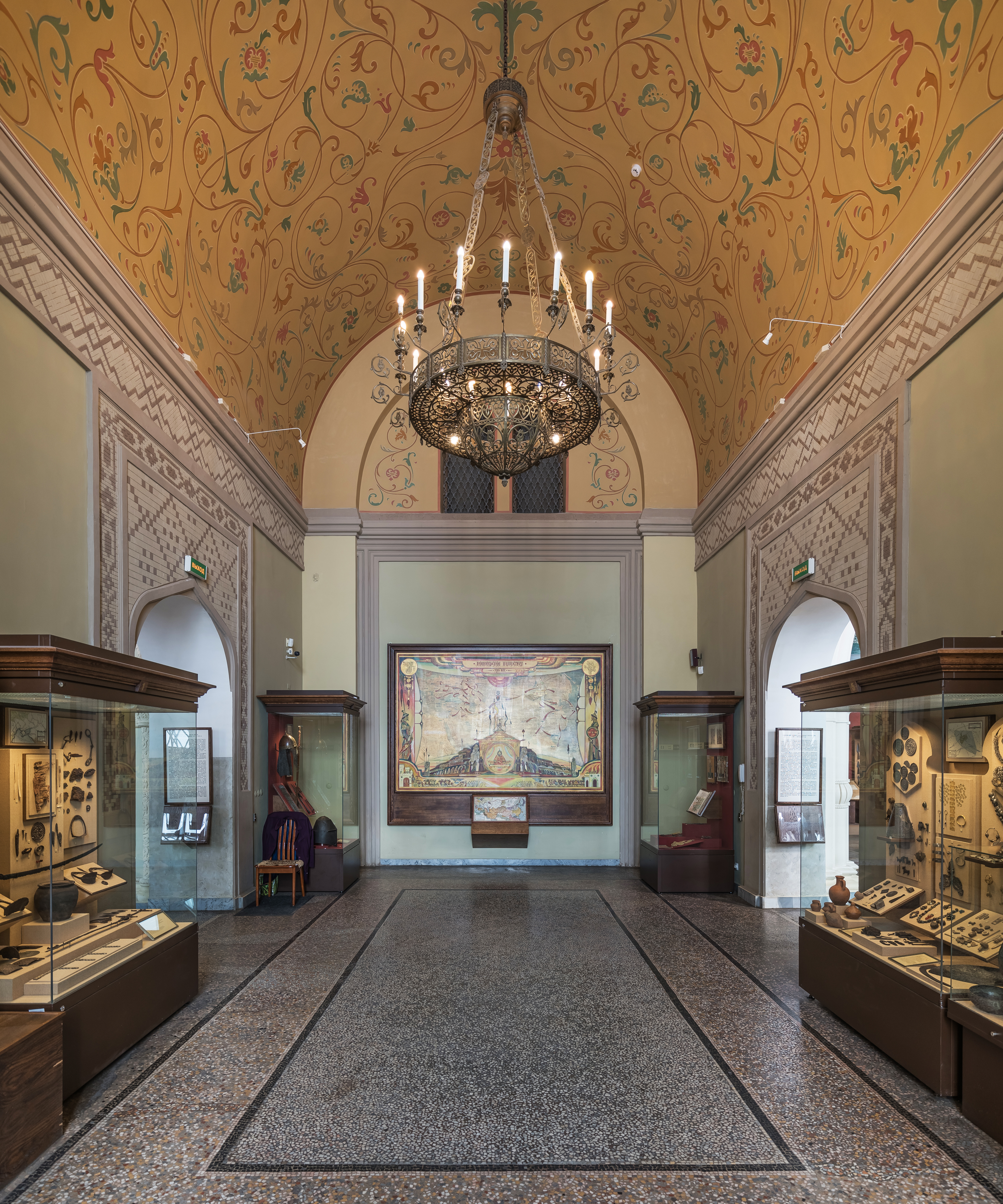
Einer der Ausstellungsräume

Seit seiner Eröffnung befindet sich der Hauptteil der Exponate im Gebäude am nordwestlichen Ende des Roten Platzes. Dieses Haus wurde in den Jahren 1875–1883 nach einem Entwurf des Architekten Wladimir Sherwood errichtet. Da es eigens für das Russische Historische Museum projektiert wurde, sollte nach Plänen des Architekten in der äußeren Gestaltung des Gebäudes die Vielfalt der historischen russischen Baukunst ihren Niederschlag finden. Dies ist dem dunkelroten Backsteinbau bis heute anzusehen: Mit seinen stark an die altrussische Architektur angelehnten Fassaden und mehreren spitzen Türmen, die an die Türme des benachbarten Kremls erinnern, gehört das Hauptgebäude des Historischen Museums zu den bekanntesten historistischen Häusern in Moskau. Einige Jahre nach seiner Fertigstellung diente es teilweise als Vorbild für das ebenfalls stark historistisch gehaltene Gebäude des Warenhauses GUM, das 1893 in unmittelbarer Nähe gebaut wurde. Auch innen wurde das Historische Museum sehr kunstvoll ausgestattet, so wurden Ausstellungshallen von renommierten Künstlern wie Wiktor Wasnezow und Iwan Aiwasowski bemalt.